# Kingdom Hearts III
Kingdom Hearts III (キングダム ハーツIII Kingudamu Hātsu Surī?) är ett actionrollspel utvecklat och utgivet av Square Enix till Playstation 4 och Xbox One i januari 2019. Det är den tolfte delen i Kingdom Hearts-serien, en uppföljare till Kingdom Hearts II och det sista kapitlet i Dark Seeker-sagan. Det utspelar sig efter händelserna i Kingdom Hearts 3D: Dream Drop Distance. Huvudpersonen Sora samarbetar med Kalle Anka, Långben, King Mickey och Riku med att leta efter de sju "Guardians of Light" och "Key to Return Hearts" för att försöka stoppa Xehanorts plan om att starta ett nytt Keyblade War. Under deras resa träffar dem flera figurer och besöker olika världar baserade på filmer från Disney och Pixar.
Spelets produktion började redan 2006 efter att Kingdom Hearts II: Final Mix släpptes i Japan, och spelet tillkännagavs först 2013 efter åratal av rykten och spekulationer. Kingdom Hearts III använder flera återkommande spelmekaniker från serien. Nya förändringar inkluderar ökningen av antalet medlemmar i sitt sällskap till fem figurer, nya "Attraction Flow"-attacker som representerar olika åkattraktioner från Disney Parker och minispel som är inspirerade av animerade kortfilmer från Walt Disney Productions i samma stil som LCD-spel från 1980-talet. Spelet byggdes med hjälp av Unreal Engine 4.

## Rollfigurer
Sora (röst av Haley Joel Osment) återvänder som spelets huvudperson ihop med Kalle Anka (Tony Anselmo) och Långben (Bill Farmer). Övriga figurer som återvänder från tidigare spel inkluderar Riku (David Gallagher), Kairi (Alyson Stoner), King Mickey (Bret Iwan), Master Eraqus (Mark Hamill), Terra (Jason Dohring), Aqua (Willa Holland), Ventus (Jesse McCartney), Lea (Quinton Flynn), Ienzo (Vince Corazza), Roxas (Jesse McCartney), Hayner (Zachary Gordon), Pence (Tristian Chase) och Olette (Ashley Boettcher), Benjamin Syrsa (Joe Ochman), Piff och Puff (Tress MacNeille och Corey Burton), Yen Sid (Corey Burton), Chirithy (Lara Jill Miller), och Ansem the Wise (Corey Burton).
Antagonister som återväder från tidigare spel inkluderar Master Xehanort (Rutger Hauer) och hans olika former— hans Heartless Ansem (Richard Epcar), hans Nobody Xemnas (Paul St. Peter), hans ungdomliga inkarnation Young Xehanort (Ben Diskin), och hans primära kärl Terra-Xehanort (Richard Epcar)—Marluxia (Keith Ferguson), Vanitas (Haley Joel Osment), Larxene (Shanelle Gray), Xigbar (James Patrick Stuart), Luxord (Robin Atkin Downes), Demyx (Ryan O'Donohue), Vexen (Derek Stephen Prince), Saïx (Kirk Thornton), Rikus Replica (David Gallagher), och Disney-figurerna Maleficent (Susanne Blakeslee) och Svarte Petter (Jim Cummings).
Disney-figurer som är medlemmar i Soras sällskap inkluderar återkommande figurer som Herkules (Tate Donovan) och Jack Sparrow (Jared Butler), och nya figurer som Woody (Jim Hanks) och Buzz Lightyear (Mike MacRae), Sulley (Christopher Swindle) och Mike Wazowski (Carlos Alazraqui), Rapunzel (Kelsey Lansdowne) och Flynn Rider (Zachary Levi), Baymax (Scott Adsit), och Marshmallow (Paul Briggs). Figurer som dyker upp som "Summon Links" för Sora inkluderar Ariel från Den lilla sjöjungfrun, Dream Eaters, såsom Meow Wow, från Dream Drop Distance, Röjar-Ralf från filmen med samma namn, Simba från Lejonkungen, och Stitch från Lilo & Stitch.
Övriga Disney-figurer som återvänder från tidigare spel inkluderar Hades (James Woods), Lythos, Hydros, Pegasus, Megara (Susan Egan), Phil, Will Turner (Crispin Freeman), Elizabeth Swann (Eliza Schneider), Hector Barbossa (Brian George), Nalle Puh (Jim Cummings), Tiger (Jim Cummings), Nasse (Travis Oates), Kanin (Tom Kenny), Ru (Aidan McGraw), Sorken (Michael Gough), och Joakim von Anka (Enn Reitel), med nya figurer som Hamm (John Ratzenberger), Rex (Wallace Shawn), Sergeanten (Piotr Michael) och leksoldaterna, och Rymdisarna (Jeff Pidgeon) från Toy Story; Boo (Mary Gibbs), Randall Boggs (J.P. Manoux) och CDA från Monsters, Inc.; Anna (Kristen Bell), Elsa (Idina Menzel), Kristoff (Jonathan Groff), Olaf (Josh Gad), Sven och Hans från Frost; Joshamee Gibbs (Kevin McNally), Tia Dalma (Leslie L. Miller), Davy Jones (Robin Atkin Downes), Cutler Beckett (Mick Wingert) och Kraken från filmserien Pirates of the Caribbean; Pyros, Stratos och Zeus (Corey Burton) från Hercules; Pascal, Maximus och Mor Gothel (Donna Murphy) från Trassel; Hiro Hamada (Ryan Potter), Go Go (Jamie Chung), Wasabi (Khary Payton), Honey Lemon (Genesis Rodriguez) och Fred (T.J. Miller) från Big Hero 6; och Heffa (Amelia Stanger) från Nalle-Puh. Remy från Råttatouille dyker upp i ett av spelets minispel. Moogle från Final Fantasy återvänder som handelsman.